# Jorge Luis Larrionda
Jorge Luis Larrionda Pietrafesa  (Montevideo, 9. ožujka 1968.), urugvajski nogometni sudac.

## Karijera
Suđenjem se počeo baviti od međunarodnih utakmica 1998. Vrhunac karijere dosegao je na Svjetskom prvenstvu 2006., na kojem je sudio četiri utakmice, uključujući i polufinale između Portugala i Francuske. Dobio je otkaz nakon Svjetskog prvenstva 2010. nakon što je nije priznao gol Franka Lamparda. Njegov stil suđenja je obilovao velikim brojem crvenih kartona te je dobio i nadimak "Crveni karton Larrionda".
Larrionda je također dobro poznat i u Južnoj Americi, nakon što je sudjelovao u više utakmica na kontinentalnim natjecanjima. U mirovini je od 2011. godine.